# Friedrich Albrecht (Literaturwissenschaftler)
Friedrich Albrecht (* 25. Oktober 1930 in Stolp, Provinz Pommern; † 16. August 2020) war ein deutscher Literaturwissenschaftler, Essayist und Herausgeber.

## Werdegang
Als einziger Sohn des Bankbeamten Joachim Albrecht und seiner Ehefrau Ilse war Friedrich Albrecht das dritte von vier Geschwistern. Die Familie verlor 1945 ihre ostpommersche Heimat und siedelte sich in Mecklenburg an. Ein Jahr später starb der Vater, 1948 die Mutter.
Weitgehend auf sich allein gestellt, erlangte Friedrich Albrecht 1950 an der Goethe-Oberschule in Rostock die Hochschulreife und begann 1952 an der Leipziger Karl-Marx-Universität (heute: Universität Leipzig) ein Germanistikstudium. Zu seinen Lehrern gehörten Gelehrte wie Hans Mayer, Ernst Bloch, Theodor Frings und Hermann August Korff. 1956 beendete er das Studium mit einer Arbeit über Anna Seghers’ Roman Die Toten bleiben jung.
Anschließend war er über vier Semester wissenschaftlicher Assistent für neue deutsche Literatur und begann die Arbeit an einer Dissertation, die Hans Mayer als Doktorvater betreute, ehe er nach Westdeutschland übersiedelte. Die Arbeit Die Erzählerin Anna Seghers 1926–1936 erschien nach erfolgreicher Verteidigung erstmals 1965 im Berliner Verlag Rütten und Loening.
Albrecht arbeitete zu diesem Zeitpunkt seit fünf Jahren in einer von Alfred Klein geleiteten Leipziger Wissenschaftlergruppe an der Deutschen Akademie der Künste (nachmals Akademie der Künste der DDR) – Forschungsgegenstand: Die deutsche sozialistische Literaturtradition in der Weimarer Republik und im Exil. Seine umfangreiche Habilitationsschrift Deutsche Schriftsteller in der Entscheidung. Wege zur Arbeiterklasse 1918–1933 erschien 1975 im Aufbau-Verlag Berlin und Weimar.
Er veröffentlichte zahlreiche Arbeiten zum Werk von Anna Seghers. Parallel dazu widmete er sich vornehmlich dem Werk von Klaus Mann, dessen wichtigste Romane und Briefe er mit Nachworten versehen im Aufbau-Verlag herausgab. Seine Aufsätze und Essays erschienen in Zeitschriften wie Sinn und Form und Weimarer Beiträge.
Im Jahr 1977 wechselte er ans Institut für Literatur Johannes R. Becher der Karl Marx-Universität Leipzig, an dem er zunächst als Dozent arbeitete. Vier Jahre danach wurde er zum ordentlichen Professor ernannt. In seinen Seminaren saßen nachwachsende Autoren, u. a. Werner Brückner, Ralph Grüneberger, Kerstin Hensel, Angela Krauß, Katja Lange-Müller, Thomas Rosenlöcher, Rainer Klis. Von 1991 bis 1994 lehrte er bis zu seiner Emeritierung als Gastprofessor an der Universität Metz deutsche Literaturgeschichte des 20. Jahrhunderts.
Friedrich Albrecht lebte in Leipzig, war verheiratet und hatte einen Sohn und eine Tochter.

## Werk

### Bücher (Auswahl)
- Die Erzählerin Anna Seghers 1926–1932, Rütten & Loening, Berlin 1965 (2., durchges. Aufl. 1975)
- Deutsche Schriftsteller in der Entscheidung. Wege zur Arbeiterklasse 1918–1933, Aufbau-Verlag, Berlin und Weimar 1970 (2., durchges. Aufl. 1975)
- Bund proletarisch-revolutionärer Schriftsteller Deutschlands : 1928–1935 (zusammen mit Klaus Kändler), Bibliographisches Institut Leipzig, 1978
- Bemühungen : Arbeiten zum Werk von Anna Seghers 1965–2004, Peter Lang AG Internationaler Verlag der Wissenschaften, Bern 2005
- Kennst du Anna Seghers – Das abenteuerliche Leben einer bedeutenden Erzählerin, Bertuch Verlag, Weimar 2007
- Klaus Mann der Mittler: Studien aus vier Jahrzehnten, Peter Lang AG Internationaler Verlag der Wissenschaften, Bern 2009
- Streiflichter: deutsche Literatur und Publizistik zwischen Kaiserreich und sechziger Jahren, Peter Lang AG Internationaler Verlag der Wissenschaften, Bern 2014

### Herausgaben (Auswahl)
- Klaus Mann: Der Vulkan, Roman unter Emigranten, Aufbau-Verlag, Berlin und Weimar 1969
- Klaus Mann: Der Wendepunkt, Ein Lebensbericht, Aufbau-Verlag, Berlin und Weimar 1974
- Klaus Mann: Letztes Gespräch. Erzählungen, Aufbau-Verlag, Berlin und Weimar 1986
- Klaus Mann: Briefe, Aufbau-Verlag, Berlin und Weimar 1988